# SSX (videojuego)
SSX (Snowboard Supercross) es el primer videojuego de la saga de videojuegos homónima de snowboarding publicados por EA Sports BIG. Fue desarrollado por EA Canada y lanzado junto con el lanzamiento exclusivo de PlayStation 2 en octubre del 2000. 
Fue elogiado extensamente por muchos críticos en el Reino Unido como el mejor juego del lanzamiento de PS2, y elogiado su profundidad, gameplay y los gráficos.[cita requerida]

## Gameplay
Los jugadores pueden elegir entre una variedad de jugadores un jugador, cada uno con sus propias estadísticas y estilo de andar. Se selecciona una pista y al jugador se le da la opción de jugar en una carrera o participar en una competencia haciendo trucos.
Cada pista está llena con rampas, rieles, saltos y otros variados objetos. Haciendo trucos llena la barra de boost del jugador, que puede ser usada para mayor aceleración, haciendo que los trucos sean importantes hasta para las carreras. Mientras algunos trucos tienen sus orígenes en el Snowboarding, la mayoría de los trucos avanzados no son realistas. Esto importa poco en juegos de este tipo o estilo, como los trucos más largos y más extremos cuentan para la mayoría de los puntos y son los más espectaculares. Los jugadores también tienen la opción de practicar o explorar la pista elegida en el modo "freeride".

## Personajes y sus nacionalidades
El jugador tiene una opción de 8 caracteres, 4 de los cuales ya desbloqueados. Están en orden:
- Mac Fraser (Estadounidense)
- Moby Jones (Británico)
- Elise Riggs (Canadiense)
- Kaori Nishidake (Japonés)
- Jurgen Angermann (Alemán)
- JP Arsenault (Francés)
- Zoe Payne (Estadounidense)
- Hiro Karamatsu (Japonés)

De éstos personajes, sólo Jurgen y Hiro no fueron incluidos en la secuela, SSX Tricky.
- Datos: Q1852226